# Botrytis elliptica
Botrytis elliptica ist ein phytopathogener Schimmelpilz aus der Gattung Botrytis. Er befällt ausschließlich Lilien (Lilium). Botrytis elliptica ist eine Anamorphe. 

## Beschreibung
Die Kolonien sind grau bis grau-braun. Konidienträger finden sich reichlich. Sie sind septiert, verzweigt und von klarer brauner Farbe. Sie werden 2 Mikrometer oder etwas länger hoch.
Die Konidien sind reichlich, groß und elliptisch. Sie werden 6,5 bis 12 Mikrometer lang und 6 bis 9,5 Mikrometer breit. In Extremfällen können Konidien fast 30 Mikrometer lang und entsprechend breit waren.
Die Sklerotien sind außen schwarz und glatt, innen aber weiß. Sie erreichen einen Durchmesser von 1 bis 1,5 Mikrometer.

## Ökologie
Botrytis elliptica gedeiht nur auf Lilien. Dort werden die Laubblätter, Blütenblätter und Zwiebeln angegriffen. Auf den Blättern entwickeln sich runde oder ovale gelbe bis rot-braune Flecken, die sich vergrößern. In der Mitte der Flecken bildet sich manchmal ein grauer Punkt. Diese Flecken wachsen bei feuchtem Wetter und stagnieren bei Trockenheit.
Mit der Zeit breitet sich der Pilz über die ganzen Blätter aus, der Stängel bricht dann oft an der Infektionsstelle ab. Die Sklerotien rieseln von den Blättern auf den Boden und können von dort aus im nächsten Jahr erneut Pflanzen infizieren. An den Zwiebeln werden nur äußerst selten Sklerotien gebildet.